# Video Power
Video Power è una serie televisiva animata prodotta da Saban Entertainment e Bohbot Productions. Introdotti dal patito di videogame Johnny Arcade, interpretato da un vero attore, la serie presenta numerosi personaggi animati dei videogiochi NES creati da Acclaim e Williams Electronics. Dopo la prima trasmissione italiana su Italia 1, non è stata mai più replicata. La sigla è cantata da Enzo Draghi.

## Personaggi
- Kuros
- Kwirk
- Piedone
- Max Five
- Tyrone
- Mr. Big
- Joe
- Spike